# II. Jimeno navarrai király
II. Jimeno Garcés (882?–931), a spanyol források többsége szerint csak régensként uralkodó García Jiménez (830?–885) fia, a Pamplonai Királyság (a XII. század közepétől: Navarrai Királyság) harmadik, a Ximena-házból (más írásmóddal Jimena-, avagy Jiménez-házból) származó királya (925–931).

## Élete
A trónon bátyját, a 905-től 925-ig uralkodott I. Sancho Garcést követte, mivel I. Sancho fia, García (919–970) apja halálakor még csak  hatéves volt. Egyesek szerint Jimeno Garcés is csak régens volt, nem király. Mások azért nem nevezik II. Jimenónak, mert egyes, az Íñiga, avagy Arista-Iñiga házból származókat nem ismerik el uralkodónak ( I. Jimenót, II. Garcíát és II. Íñigót), I. García pamplonai királyt pedig García Íñiguez néven jelölik.
Jimeno Garcés gyermekeiről nincsenek közelebbi adataink. Utóda I. Sancho fia, García lett, III. García néven 931-től 970-ig uralkodott.